# William Artur de Oliveira
William Artur de Oliveira (São Bernardo do Campo, 20 ottobre 1982) è un ex calciatore brasiliano, di ruolo centrocampista, vice allenatore dello Zenit San Pietroburgo.